# Aulus Cornelius Celsus

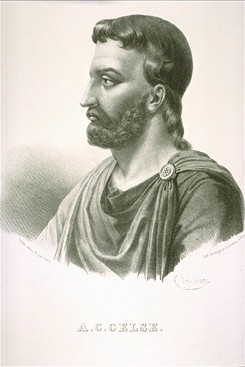
Lithografisches Phantasieporträt des Celsus (1865)

Aulus Cornelius Celsus (fälschlich auch Aurelius Cornelius Celsus; * um 25 v. Chr.; † um 50 n. Chr.) war ein römischer Enzyklopädist und um 30 n. Chr. einer der bedeutendsten Medizinschriftsteller seiner Zeit. Unwahrscheinlich ist, dass Celsus („der Cicero der Ärzte“) selbst als Arzt tätig war. Über sein Leben ist wenig bekannt. Berühmt wurde vor allem die medizingeschichtliche Einleitung zu seinem Buch über die Medizin De medicina.

## Werke

De medicina, Ausgabe von 1528

Cornelius Celsus’ großes, während der Herrschaftszeit des Kaisers Tiberius zwischen 25 und 35 n. Chr. verfasstes enzyklopädisches Werk Artes umfasste die „Künste und Wissenschaften“ Landwirtschaft, Rhetorik und Medizin, wahrscheinlich auch Kriegswesen, Philosophie und Rechtslehre. Davon ist nur der Teil über die Heilkunst (De medicina) vollständig erhalten, die übrigen Teile sind verschollen oder nur fragmentarisch aus Zitaten späterer Autoren bekannt.
In der rationellen Darstellung der nachhippokratischen Medizin orientiert sich Celsus hauptsächlich an den Lehren des griechischen Arztes Hippokrates. Celsus steht in der Tradition der alexandrinischen Schule. Er war der Erste, der zahlreiche medizinische Ausdrücke aus dem Griechischen ins Lateinische übersetzte, daher wird er auch als medicorum Cicero bezeichnet.
Die noch heute gültigen vier Zeichen der lokalen Entzündung wurden erstmals von Celsus beschrieben: Tumor (Schwellung), Calor (Überwärmung), Rubor (Rötung), Dolor (Schmerz). Galenos (129–215 n. Chr.) fügte als fünftes Merkmal die Functio laesa (Funktionseinschränkung) hinzu.
Der medizinische Teil der sechsteiligen Enzyklopädie umfasst acht Bücher:
- Buch 1 gibt eine Geschichte der Medizin,
- Buch 2 behandelt die allgemeine Pathologie,
- Buch 3 die einzelnen Krankheiten,
- Buch 4 diejenigen der Körperteile,
- Buch 5 und 6 die Pharmakologie,
- Buch 7 die Chirurgie und
- Buch 8 die Knochenbehandlung.

Im 5. und 8. Buch seines Werkes über die Heilkunde behandelt er auch die Augenheilkunde, etwa die Staroperation. In Buch 7 beschreibt Celsus unter anderem die von dem Arzt Ammonios, genannt „der Steinschneider“, erfundene Zertrümmerung eines Blasensteins in der Harnblase unter Verwendung eines (vom Lithotomus) in die Blase eingeführten Hakens (in Kap. 26, 3 C), aber auch den bis ins 18. Jahrhundert gebräuchlichen einzeitigen Zirkelschnitt bei Amputationen.

## Bedeutung im Mittelalter und der Renaissance
Die Enzyklopädie des Celsus wurde im Mittelalter weitgehend durch das entsprechende Werk Plinius des Älteren verdrängt. Da der Teilabschnitt De medicina jedoch Themen behandelt, die von Plinius in seiner Naturgeschichte teilweise nur kursorisch abgedeckt wurden, wurde diese Passage des Werkes weiter überliefert. Die Teilschrift war bis ins 10. Jahrhundert im Abendland bekannt, im hohen und späten Mittelalter aber verschollen. Erst 1426 wurde sie durch Guarino da Verona wiederentdeckt. Sie wurde 1478 in Venedig gedruckt. Celsus galt neben Galen als eine der wichtigsten Quellen für medizinische Erkenntnisse der Antike und der hippokratisch begründeten rationellen Medizin. Erst mit der Rezeption des Paracelsus (um 1500 – para hier fälschlicherweise verstanden als „gegen“, „darüber hinaus“, nachdem Paracelsus einige Theorien des Celsus verwarf und eine experimentelle Medizin bevorzugte) wurden die Vorstellungen der Viersäftelehre der Hippokratiker und damit des Celsus und des Galen zunehmend als überholt angesehen.

## Ausgaben und Übersetzungen
- De Medicina Libri Octo. Ad Optimas Editiones Collati. Praemittitur notitia literariae Studiis societatis Bipontinae. Editio accurata. Societas Bipontina, Zweibrücken 1786.
- Friedrich Marx (Hrsg.): A[uli] Cornelii Celsi Quae supersunt (= Corpus medicorum graecorum. Band 1). Teubner, Leipzig/Berlin 1915. Darin: De medicina libri VIII.
- Aulus Cornelius Celsus: De medicina/Die medizinische Wissenschaft. Eingeleitet, übersetzt und kommentiert von Thomas Lederer. 3 Bände. Wissenschaftliche Buchgesellschaft, Darmstadt 2016.
- Aulus Cornelius Celsus: Über die Arzneiwissenschaft in acht Büchern. Übersetzt und erklärt von Eduard Scheller, nach der Textausgabe von Daremberg neu durchgesehen von Walter Frieboes. 2. Auflage. Braunschweig 1906 (Nachdruck: Wissenschaftliche Buchgesellschaft, Darmstadt 1967).
- Jutta Kollesch, Diethard Nickel: Antike Heilkunst – Ausgewählte Texte. Reclam, Stuttgart 1994, ISBN 978-3-15-009305-4: Aulus Cornelius Celsus: Die Medizin. Buch I (aus dem Vorwort, §§ 1–11: CML I, S. 17,1–19,3; §§ 23–26: CML I, S. 21, 12–32), Buch VII (Kapitel 26,3 C [CML I, S. 350, 21–28], und Kapitel 12,1 [CML I, S. 327,9–328,19]).
- Walter George Spencer (Hrsg.): Celsus, De Medicina. Übersetzt von Walter G. Spencer. Loeb/ Harvard University Press, Cambridge Mass. 1935–1938 (lateinisch und englisch).
- Werner Albert Golder (Hrsg.): Celsus und die antike Wissenschaft. De Gruyter, Berlin 2019, ISBN 978-3-11-044165-9 (lateinische Texte mit deutscher Übersetzung)
- Philippe Mudry: La Préface du De Medicina de Celse. Texte, traduction et commentaire. Institut Suisse, Rom 1982 (= Bibliotheca Romana Helvetica. Band 19).

## Ehrungen
Ihm zu Ehren trägt der Celsus Peak in der Antarktis seinen Namen.